# Pygochelidon
A Pygochelidon a madarak osztályának (Aves) a verébalakúak (Passeriformes) rendjébe és a fecskefélék (Hirundinidae) családjába tartozó nem.

## Rendszerezés
A nembe az alábbi 2 faj tartozik:
- Pygochelidon cyanoleuca vagy Notiochelidon cyanoleuca
- Pygochelidon melanoleuca vagy Atticora melanoleuca